# Liste der Bodendenkmäler in Sinzing
Auf dieser Seite sind die Bodendenkmäler in der Oberpfälzer Gemeinde Sinzing zusammengestellt. Diese Tabelle ist eine Teilliste der Liste der Bodendenkmäler in Bayern. Grundlage ist die Bayerische Denkmalliste, die auf Basis des Bayerischen Denkmalschutzgesetzes vom 1. Oktober 1973 erstmals erstellt wurde und seither durch das Bayerische Landesamt für Denkmalpflege geführt wird. Die folgenden Angaben ersetzen nicht die rechtsverbindliche Auskunft der Denkmalschutzbehörde.

## Bodendenkmäler der Gemeinde Sinzing

### Bodendenkmäler in der Gemarkung Bergmatting
| Lage                   | Objekt | Akten-Nr.     | Bild |
| ---------------------- | --- | ------------- | ---- |
| Bergmatting (Standort) | Archäologische Befunde und Funde im Bereich der Katholischen Kirche St. Leodegar in Bergmatting, darunter die Spuren von Vorgängerbauten bzw. älteren Bauphasen. | D-3-7037-0029 |      |

### Bodendenkmäler in der Gemarkung Eilsbrunn
| Lage                 | Objekt | Akten-Nr.     | Bild |
| -------------------- | --- | ------------- | ---- |
| Eilsbrunn (Standort) | Frühmittelalterliche Gräber. | D-3-6937-0111 |      |
| Eilsbrunn (Standort) | Archäologische Befunde und Funde im Bereich der Katholischen Pfarrkirche St. Wolfgang in Eilsbrunn, darunter die Spuren von Vorgängerbauten bzw. älteren Bauphasen. | D-3-6937-0142 |      |
| Eilsbrunn (Standort) | Mesolithische Freilandstation, neolithischer Schlagplatz. | D-3-6937-0145 |      |
| Eilsbrunn (Standort) | Mesolithische Freilandstation. | D-3-6937-0146 |      |
| Eilsbrunn (Standort) | Mesolithische Freilandstation, Siedlungen der Jungsteinzeit und der Urnenfelderzeit.                                                                                | D-3-6937-0147 |      |
| Eilsbrunn (Standort) | Vorgeschichtlicher Bestattungsplatz mit mindestens 24 Grabhügeln.                                                                                                   | D-3-7037-0004 |      |
| Eilsbrunn (Standort) | Fürst Albert-Höhle (F 64) mit vorgeschichtlichen Funden. | D-3-7037-0035 |      |
| Eilsbrunn (Standort) | Höhle mit vorgeschichtlichen Funden. | D-3-7037-0036 |      |
| Eilsbrunn (Standort) | Bärenhöhle (F 92) mit vorgeschichtlichen Funden. | D-3-7037-0037 |      |
| Eilsbrunn (Standort) | Katastrophenhöhle (F 90) mit vorgeschichtlichen Funden. | D-3-7037-0040 |      |
| Eilsbrunn (Standort) | Mittelalterlicher Burgstall. | D-3-7037-0041 |      |
| Eilsbrunn (Standort) | Höhle (F 93) mit vorgeschichtlichen Funden. | D-3-7038-0290 |      |
| Eilsbrunn (Standort) | Mittelalterliche Wüstung Atasfeld. | D-3-7038-0291 |      |

### Bodendenkmäler in der Gemarkung Frauenforst
| Lage                   | Objekt                                                                              | Akten-Nr.     | Bild |
| ---------------------- | ----------------------------------------------------------------------------------- | ------------- | ---- |
| Frauenforst (Standort) | Schürfgrubenfelder vor- und frühgeschichtlicher Zeitstellung oder des Mittelalters. | D-2-7037-0158 |      |

### Bodendenkmäler in der Gemarkung Kleinprüfening
| Lage                      | Objekt | Akten-Nr.     | Bild                       |
| ------------------------- | --- | ------------- | -------------------------- |
| Kleinprüfening (Standort) | Höhle (F 22) und zugehörige Schutthalde mit vorgeschichtlichen Funden. | D-3-6937-0109 |                            |
| Kleinprüfening (Standort) | Tunnelhöhle (F 21) mit vorgeschichtlichen Funden. | D-3-6937-0110 | Bodendenkmal D-3-6937-0110 |
| Kleinprüfening (Standort) | Höhle F 84 mit bronzezeitlichen Funden. | D-3-6937-0148 |                            |
| Kleinprüfening (Standort) | Höhle (F 83) mit frühbronzezeitlichen Funden. | D-3-6937-0149 |                            |
| Kleinprüfening (Standort) | Vorgeschichtlicher Bestattungsplatz mit Grabhügeln. | D-3-6938-0576 |                            |
| Kleinprüfening (Standort) | Höhle F 97 (Westliche Weiherholzhöhle) mit Funden der Frühbronzezeit und der Latènezeit sowie menschlichen Skelettresten.                                                    | D-3-6938-0577 |                            |
| Kleinprüfening (Standort) | Abri (F 79) mit vorgeschichtlichen Funden. | D-3-6938-0578 |                            |
| Kleinprüfening (Standort) | Vorgeschichtlicher Bestattungsplatz mit Grabhügeln. | D-3-6938-0579 |                            |
| Kleinprüfening (Standort) | Frühmittelalterliches Reihengräberfeld. | D-3-6938-0580 |                            |
| Kleinprüfening (Standort) | Vorgeschichtliche Siedlung. | D-3-6938-0581 |                            |
| Kleinprüfening (Standort) | Archäologische Befunde und Funde im Bereich der Katholischen Filialkirche St. Michael in Riegling.                                                                           | D-3-6938-1028 |                            |
| Kleinprüfening (Standort) | Archäologische Befunde und Funde im Bereich der Katholischen Wallfahrtskirche Mariä Himmelfahrt in Mariaort, darunter die Spuren von Vorgängerbauten bzw. älteren Bauphasen. | D-3-6938-1031 |                            |
| Kleinprüfening (Standort) | Mittelalterliche Trasse der Alten Nürnberger Straße. | D-3-6938-1032 |                            |
| Kleinprüfening (Standort) | Höhle (F 94b) mit historischen Funden. | D-3-6938-1033 |                            |
| Kleinprüfening (Standort) | Mittlere Weiherholzhöhle (F 96) mit vorgeschichtlichen Funden. | D-3-6938-1034 |                            |

### Bodendenkmäler in der Gemarkung Reichenstetten
| Lage                      | Objekt                                         | Akten-Nr.     | Bild |
| ------------------------- | ---------------------------------------------- | ------------- | ---- |
| Reichenstetten (Standort) | Alt- und mittelsteinzeitliche Freilandstation. | D-3-7037-0021 |      |

### Bodendenkmäler in der Gemarkung Sinzing
| Lage               | Objekt | Akten-Nr.     | Bild |
| ------------------ | --- | ------------- | ---- |
| Sinzing (Standort) | Mittelalterlicher Burgstall Schwarzenfels. | D-3-7037-0003 |      |
| Sinzing (Standort) | Vorgeschichtliches Gräberfeld mit mindestens fünf Grabhügeln. | D-3-7037-0024 |      |
| Sinzing (Standort) | Vorgeschichtliches Gräberfeld mit mindestens 71 Grabhügeln. | D-3-7038-0271 |      |
| Sinzing (Standort) | Siedlung der mittleren/späten Bronzezeit. | D-3-7038-0272 |      |
| Sinzing (Standort) | Urnenfelderzeitliche Siedlung. | D-3-7038-0273 |      |
| Sinzing (Standort) | Bronzezeitliche Siedlung. | D-3-7038-0276 |      |
| Sinzing (Standort) | Körpergräber vor- und frühgeschichtlicher Zeitstellung. | D-3-7038-0277 |      |
| Sinzing (Standort) | Archäologische Befunde und Funde im Bereich der ehemalige Pfarr- und jetzigen Friedhofskirche Mariä Himmelfahrt in Sinzing, darunter die Spuren von Vorgängerbauten bzw. älteren Bauphasen, Siedlung der Bronzezeit. | D-3-7038-0278 |      |
| Sinzing (Standort) | Mesolithische Freilandstation. | D-3-7038-0279 |      |
| Sinzing (Standort) | Frühmittelalterliches Reihengräberfeld. | D-3-7038-0282 |      |
| Sinzing (Standort) | Bronzezeitliche Siedlung. | D-3-7038-0283 |      |
| Sinzing (Standort) | Archäologische Funde und Befunde im ehemaligen Gutshof Alkofen (Minoritenhof), darunter Körpergräber vor- und frühgeschichtlicher Zeitstellung und mittelalterliche Vorgängerbauten.                                 | D-3-7038-0284 |      |
| Sinzing (Standort) | Mittelalterlicher Burgstall. | D-3-7038-0285 |      |
| Sinzing (Standort) | Archäologische Funde und Befunde des Mittelalters und der frühen Neuzeit im Bereich der Katholischen Filialkirche Hl. Kreuz in Bruckdorf.                                                                            | D-3-7038-0286 |      |
| Sinzing (Standort) | Vorgeschichtliche Siedlung. | D-3-7038-0287 |      |
| Sinzing (Standort) | Siedlung vor- und frühgeschichtlicher Zeitstellung. | D-3-7038-0288 |      |
| Sinzing (Standort) | Siedlungen der Urnenfelderzeit, der Hallstattzeit und des Frühmittelalters. | D-3-7038-0299 |      |
| Sinzing (Standort) | Neolithische Siedlung. | D-3-7038-0465 |      |
| Sinzing (Standort) | Archäologische Befunde und Funde im Bereich der profanierten und teils abgebrochenen Kirche St. Ägidius in Sinzing.                                                                                                  | D-3-7038-0472 |      |
| Sinzing (Standort) | Mittelalterliche oder frühneuzeitliche Hofwüstung. | D-3-7038-0474 |      |

### Bodendenkmäler in der Gemarkung Viehhausen
| Lage                  | Objekt | Akten-Nr.     | Bild |
| --------------------- | --- | ------------- | ---- |
| Viehhausen (Standort) | Frühmittelalterliches Reihengräberfeld. | D-3-7037-0002 |      |
| Viehhausen (Standort) | Abri H 58 mit neolithischen Funden. | D-3-7037-0005 |      |
| Viehhausen (Standort) | Vorgeschichtliche Siedlung. | D-3-7037-0006 |      |
| Viehhausen (Standort) | Mesolithische Freilandstation, latènezeitliche Siedlung. | D-3-7037-0007 |      |
| Viehhausen (Standort) | Vorgeschichtliches Grabhügelfeld. | D-3-7037-0008 |      |
| Viehhausen (Standort) | Mesolithische Freilandstation, neolithische Siedlungsfunde. | D-3-7037-0010 |      |
| Viehhausen (Standort) | Mesolithische Freilandstation, Siedlungen der Jungsteinzeit und der Latènezeit.                                                                                      | D-3-7037-0011 |      |
| Viehhausen (Standort) | Steinzeitlicher Schlagplatz. | D-3-7037-0012 |      |
| Viehhausen (Standort) | Vorgeschichtliche Siedlung. | D-3-7037-0013 |      |
| Viehhausen (Standort) | Vorgeschichtliche Siedlung. | D-3-7037-0014 |      |
| Viehhausen (Standort) | Steinzeitlicher Schlagplatz. | D-3-7037-0015 |      |
| Viehhausen (Standort) | Siedlung der Jungsteinzeit. | D-3-7037-0016 |      |
| Viehhausen (Standort) | Vorgeschichtliche Siedlung. | D-3-7037-0017 |      |
| Viehhausen (Standort) | Bestattungsplatz vor- und frühgeschichtlicher Zeitstellung. | D-3-7037-0018 |      |
| Viehhausen (Standort) | Urnenfelderzeitliche Siedlung. | D-3-7037-0019 |      |
| Viehhausen (Standort) | Steinzeitlicher Schlagplatz. | D-3-7037-0020 |      |
| Viehhausen (Standort) | Vorgeschichtliche Siedlung. | D-3-7037-0022 |      |
| Viehhausen (Standort) | Archäologische Befunde und Funde im Bereich der Burgruine Niederviehhausen.                                                                                          | D-3-7037-0023 |      |
| Viehhausen (Standort) | Archäologische Befunde und Funde im Bereich der Katholischen Kirche St. Martin in Alling, darunter die Spuren von Vorgängerbauten bzw. älteren Bauphasen.            | D-3-7037-0026 |      |
| Viehhausen (Standort) | Archäologische Befunde und Funde im Bereich der Katholischen Pfarrkirche St. Leonhard und des ehemaligen Schlosses, zuvor spätmittelalterlichen Burg Oberviehhausen. | D-3-7037-0030 |      |
| Viehhausen (Standort) | Vorgeschichtliche Siedlung. | D-3-7037-0034 |      |
| Viehhausen (Standort) | Eisenerzschürfgrubenfeld des Mittelalters und der frühen Neuzeit. | D-3-7037-0048 |      |